# Каллан, Кёртис
Кёртис Каллан (англ. Curtis Callan; род. 11 октября 1942) — американский физик-теоретик. Известность принесли работы по калибровочной инвариантности, теории струн, сильному взаимодействию, физике чёрных дыр, квантовой теории поля.

## Награды и признание
Член Национальной академии наук США (1989), Американской академии искусств и наук (1987), иностранный член Французской академии наук (2009).
Президент Американского физического общества (2010) .
В число наград входят
- Премия Сакураи (2000) [6]
- Медаль Дирака (2004) [7]
- Премия имени И. Я. Померанчука (2016) [8].